# Kazimierz Stanisław Hayko
Kazimierz Stanisław Hayko (Hajko) herbu Ogończyk – sędzia ziemski mścisławski w latach 1668–1673, podsędek mścisławski w latach 1653–1668, sędzia grodzki mścisławski w 1648 roku, łowczy smoleński w 1642 roku.
W 1648 roku był elektorem Jana II Kazimierza Wazy z województwa mścisławskiego. Poseł na sejm 1662 roku z województwa mścisławskiego. W 1674 roku był elektorem Jana III Sobieskiego z województwa mścisławskiego.